# Mundaun
Mundaun fue una comuna suiza del cantón de los Grisones, situada en el distrito de Surselva, círculo de Ilanz/da la Foppa. Limitaba al norte con la comuna Rueun, al noreste con Ilanz, al este con Luven, al sur con Morissen y Vella, y al oeste con Obersaxen.
La comuna fue el resultado de la fusión el 1 de enero de 2009 de las antiguas comunas de Surcuolm y Flond. Toma su nombre del Monte Mundaun. El nombre de la comuna fue tomado del vecino Piz Mundaun. En la actualidad forma parte de Obersaxen Mundaun.

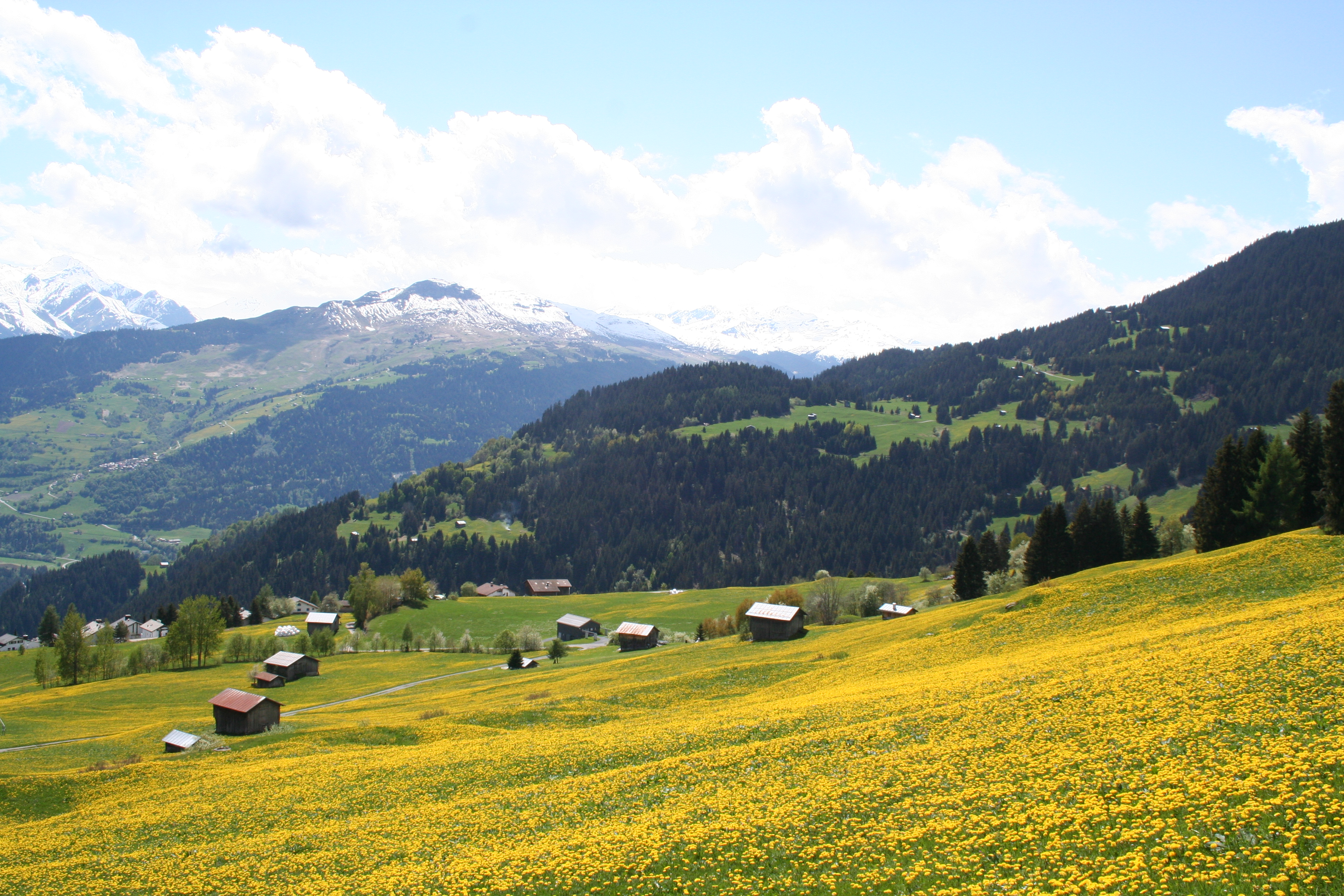
Vista de Mundaun.